# Grande Prêmio do Catar
O Grande Prêmio do Catar é um evento de Fórmula 1 que foi realizado pela primeira vez em 21 de novembro de 2021, como parte do campeonato daquele ano, e voltará a entrar no calendário somente na temporada de 2023, com um contrato de 10 anos. O Grande Prêmio foi oficialmente anunciado pela Fórmula 1 em 30 de setembro de 2021 (substituindo o Grande Prêmio da Austrália que foi cancelado devido às restrições da Pandemia de COVID-19) e foi disputado no Circuito Internacional de Lusail na cidade de Lusail, no Catar. O evento retornou para a temporada de 2023, no mesmo circuito. Originalmente, estava programado para ser realizado em um novo circuito que seria construído, mas desistiram da ideia e o evento retornou para o circuito de Lusail.

## Vencedores do GP do Catar

### Por ano
| Ano                                                           | Piloto         | Construtor                 | Local  | Detalhes |
| ------------------------------------------------------------- | -------------- | -------------------------- | ------ | -------- |
| 2021                                                          | Lewis Hamilton | Mercedes                   | Lusail | Detalhes |
| Não realizado devido aos custos da Copa do Mundo FIFA de 2022 |                |                            |        |          |
| 2023                                                          | Max Verstappen | Red Bull Racing-Honda RBPT | Lusail | Detalhes |
| 2024                                                          | Max Verstappen | Red Bull Racing-Honda RBPT | Lusail | Detalhes |
| Fontes:                                                       |                |                            |        |          |

### Vitórias por piloto
| Total   | Piloto         | Vitórias   |
| ------- | -------------- | ---------- |
| 2       | Max Verstappen | 2023, 2024 |
| 1       | Lewis Hamilton | 2021       |
| Fontes: |                |            |

### Vitórias por equipe
| Total   | Equipe          | Vitórias   |
| ------- | --------------- | ---------- |
| 2       | Red Bull Racing | 2023, 2024 |
| 1       | Mercedes        | 2021       |
| Fontes: |                 |            |

### Vitórias por país
| Total   | País          | Vitórias   |
| ------- | ------------- | ---------- |
| 2       | Países Baixos | 2023, 2024 |
| 1       | Reino Unido   | 2021       |
| Fontes: |               |            |